# USS LST-1082
O USS LST-1082 foi um navio de guerra norte-americano da classe LST que operou durante a Segunda Guerra Mundial.